# Mareca americana
Il fischione americano (Mareca americana (Gmelin, 1789)) è un comune uccello della famiglia degli Anatidi diffuso nel nord-ovest dell'America settentrionale.

## Descrizione
I maschi adulti in abito nuziale hanno una fronte bianca e una zona verde scuro che circonda l'occhio e la nuca. Il resto del collo e della faccia sono bianchi, ma molto macchiettati di nero. Il becco è grigio-celeste con una punta nera. Il petto ed i fianchi sono di colore marrone rossastro, pancia e ventre sono bianchi, mentre la coda è nera. Le femmine presentano un capo nero brunastro, striato bianco panna. Il becco è grigio-celeste con una punta nera. Il resto della testa, del collo, del petto e del dorso sono variegati marrone chiaro-scuro. I fianchi sono marrone rossastro e la pancia è bianca. Il maschio adulto con piumaggio eclissato assomiglia alla femmina, ma può avere i lati e i fianchi un po' più luminosi.
Il fischione americano può essere talvolta confuso con il fischione euroasiatico (Mareca penelope), che si spinge raramente in America del Nord. Il piumaggio dei maschi adulti in abito nuziale si distingue facilmente, in quanto l'euroasiatico ha testa, fianchi e petto rossi. Più complessa è la distinzione delle femmine e degli individui giovani, apparentemente molto simili; tuttavia l'euroasiatico è macchiettato grigio scuro, mentre l'americano presenta macchie bianco puro.

### Dimensioni e peso
Lunghezza adulto: da 45 cm a 58 cm.
Apertura alare media adulto: 86 cm.
Peso adulto: da 665 g a 1330 g.

## Biologia

### Riproduzione
La formazione delle coppie può cominciare con l'arrivo dell'inverno; la femmina seleziona il luogo del nido, che è celato bene su terra asciutta, lontano dall'acqua, ed è costruito soprattutto con erbe e gambi di canne. L'incubazione dura in media 25 giorni.
I giovani lasciano il nido con la femmina più o meno 24 ore dopo la schiusa. Si alimentano sguazzando e fuori dalla superficie dell'acqua. Lo sviluppo corporeo dura dai 37 ai 48 giorni, al termine dei quali saranno in grado di volare. Questo periodo varia secondo i fattori quali l'habitat e il clima, l'età e lo stato della femmina e il periodo di covata.

### Alimentazione
Prevalentemente erbivoro, si nutre di corteccia, gambi, cereali, frutta, ma anche di insetti, invertebrati terrestri e molluschi.

## Distribuzione e habitat
L'areale è piuttosto vasto: da nord va dall'Alaska e dal Canada fino a sud attraverso il Messico e alle parti settentrionali del Sudamerica. D'inverno la distribuzione è concentrata nelle fasce più miti, mentre per riprodursi sverna in Canada e nel nord degli Stati Uniti.
Abita le paludi d'acqua dolce, i fiumi, i laghi, gli estuari, le baie ed i terreni agricoli. D'inverno lo si trova spesso nelle zone lacustri dove la materia vegetale è abbondante. Durante la stagione riproduttiva preferisce le zone ricche di vegetazione palustre vicino ai laghi.